# 名古屋税関
名古屋税関（なごやぜいかん）は日本の税関。名古屋市港区に主たる事務所を置く。

## 沿革
明治
- 1889年（明治22年）11月 - 四日市大阪税関支署を設置[WEB 1]。
- 1897年（明治30年）7月 - 清水横浜税関支署を設置[WEB 1]。
- 1899年（明治32年）8月 - 大阪税関武豊税関支署を設置[WEB 1]。清水港、四日市港及び武豊港を開港場に指定[WEB 1]。
- 1903年（明治36年）9月 - 大阪税関名古屋出張所を設置[WEB 1]。
- 1907年（明治40年）11月 - 名古屋港を開港場に指定[WEB 1]。大阪税関名古屋税関支署を設置[WEB 1]。

昭和
- 1937年（昭和12年）10月 - 大阪税関管轄だった愛知・三重・岐阜の3県および横浜税関管轄だった静岡・長野の2県、計5県を管轄する名古屋税関として独立[WEB 1]。
- 1941年（昭和18年）11月 - 戦争により、名古屋税関と名古屋海務局が合併して名古屋海運局を設置[WEB 1]。
- 1946年（昭和21年）6月 - 税関再開[WEB 1]。
- 1953年（昭和28年）
  - 9月 - 名古屋税関名古屋外郵出張所を設置[WEB 1]。
  - 12月 - 名古屋税関笹島出張所を名古屋税関中出張所に改称[WEB 1]。
- 1959年（昭和34年）5月 - 武豊港を衣浦港に改称し、同時に武豊税関支署を衣浦税関支署に改める[WEB 1]。
- 1961年（昭和36年）6月 - 清水税関支署焼津出張所を設置[WEB 1]。
- 1962年（昭和37年）4月 - 名古屋税関稲永出張所を設置[WEB 1]。
- 1963年（昭和38年）4月 - 名古屋税関長野出張所を設置[WEB 1]。四日市税関支署尾鷲監視署を出張所に昇格[WEB 1]。
- 1964年（昭和39年）4月 - 名古屋税関潮見出張所を設置[WEB 1]。
- 1965年（昭和40年）3月 - 名古屋税関庁舎（名古屋港湾合同庁舎）竣工[WEB 1]。
- 1966年（昭和41年）4月 - 田子の浦港・蒲郡港及び尾鷲港を開港に、名古屋空港を税関空港にそれぞれ指定[WEB 1]。名古屋税関名古屋空港出張所及び清水税関支署田子の浦出張所を設置[WEB 1]。名古屋税関蒲郡監視署を出張所に昇格[WEB 1]。
- 1967年（昭和42年）7月 - 名古屋税関南部出張所を設置[WEB 1]。
- 1968年（昭和43年）4月 - 清水税関支署沼津監視署を出張所に昇格[WEB 1]。
- 1971年（昭和46年）4月 - 御前崎港及び津港を開港に指定[WEB 1]。名古屋税関金城埠頭出張所、清水税関支署御前崎出張所、同浜松出張所及び四日市税関支署津出張所を設置[WEB 1]。
- 1972年（昭和47年）
  - 5月 - 豊橋港を開港に指定[WEB 1]。名古屋税関豊橋出張所を設置[WEB 1]。
  - 7月 - 名古屋税関西部出張所及び清水税関支署興津出張所を設置[WEB 1]。
- 1978年（昭和53年）7月 - 諏訪地区政令派出事務所を設置[WEB 1]。
- 1988年（昭和63年）7月 - 長野出張所及び諏訪地区政令派出事務所を廃止[WEB 1]。諏訪出張所及び長野地区政令派出事務所を設置[WEB 1]。

平成
- 1990年（平成2年）12月 - 麻薬探知犬初配備（マイク、ゲッツ）[WEB 1]。
- 1991年（平成3年）7月 - 名古屋空港出張所を支署に昇格[WEB 1]。
- 1995年（平成7年）7月 - 名古屋税関潮見出張所を廃止[WEB 1]。
- 1996年（平成8年）11月 - 中出張所岐阜政令派出事務所を設置[WEB 1]。
- 1999年（平成11年）7月 - 名古屋税関豊橋出張所を支署に昇格、衣浦税関支署は名古屋税関衣浦出張所となる[WEB 1]。
- 2001年（平成13年）7月 - 名古屋税関衣浦出張所は豊橋税関支署衣浦出張所となる[WEB 1]。
- 2004年（平成16年）10月 - 名古屋税関国際博覧会出張所を設置[WEB 1]。
- 2005年（平成17年）
  - 2月 - 中部国際空港開港に伴い、中部空港税関支署を設置[WEB 1]。名古屋空港税関支署を廃止[WEB 1]。
  - 12月 - 名古屋税関国際博覧会出張所を廃止[WEB 1]。
- 2006年（平成18年）6月 - 名古屋税関名古屋外郵出張所を廃止[WEB 1]。中部空港税関支署中部外郵出張所を設置[WEB 1]。
- 2009年（平成21年）
  - 6月 - 名古屋税関金城埠頭出張所を廃止[WEB 1]。
  - 7月 - 清水税関支署静岡空港出張所を設置[WEB 1]。
- 2012年（平成24年）7月 - 中部外郵出張所を中部空港税関支署から名古屋税関本関直轄出張所に変更
- 2013年（平成25年）7月 - 名古屋税関中出張所を廃止[1]

## 歴代名古屋税関長
| 氏名      | 出身校               | 在任期間    | 前職 | 後職                 | 備考 |
| --------- | -------------------- | ----------- | --- | -------------------- | ---- |
| 井川 裕昌 | 東京大学経済学部     | 2013年6月 - | 大臣官房付 内閣官房内閣審議官（内閣官房副長官補付） 内閣官房郵政民営化推進室副室長 金融庁総務企画局付 内閣官房郵政民営化委員会事務局次長 | 大臣官房付           |      |
| 安井 猛   | 北海道富良野高等学校 | 2014年6月 - | 名古屋税関総務部長 | 名古屋税関総務部長   | 心得 |
| 河上 洋右 | 東京大学法学部       | 2014年7月 - | 大臣官房参事官（大臣官房、関税局担当）                                                                                                   | 大臣官房付           |      |
| 石川 紀   | 東京大学法学部       | 2015年7月 - | 大臣官房付 預金保険機構財務部長 | 大臣官房付           |      |
| 藤原 健朗 | 東京大学法学部       | 2016年6月 - | 国土交通省大臣官房付 | 国土交通省大臣官房付 |      |
| 廣瀬 行成 | 東京大学法学部       | 2017年7月 - | 防衛省大臣官房審議官 | 防衛研究所長         |      |
| 武藤 義哉 | 東京大学法学部       | 2018年8月 - | 防衛大学校副校長（企画・管理担当） |                      |      |
| 秋田 潤   | 神戸大学農学部       | 2019年7月 - | 関税局監視課長 |                      |      |
| 羽田 弘   | 東京大学大学院（工） | 2020年7月 - | 大阪税関関西空港税関支署長 |                      |      |
| 源新 英明 | 上智大学法学部       | 2021年7月 - | 大臣官房審議官（関税局担当） |                      |      |

## 管内支署・出張所
|                            |                            |                                            |                                                                                                   | 所在地 | 管轄                                   |
| -------------------------- | -------------------------- | ------------------------------------------ | ------------------------------------------------------------------------------------------------- | --- | -------------------------------------- |
| 名古屋税関本関             | 名古屋税関本関             | 名古屋税関本関                             | 名古屋税関本関                                                                                    | 愛知県名古屋市港区入船2-3-12 名古屋港湾合同庁舎 | 長野県、岐阜県、静岡県、愛知県、三重県 |
|                            | 岐阜政令派出事務所         | 岐阜政令派出事務所                         | 岐阜政令派出事務所                                                                                | 岐阜県岐阜市薮田南5-14-12 岐阜県シンクタンク庁舎内 | 長野県、岐阜県、静岡県、愛知県、三重県 |
| 監視取締部門               | 監視取締部門               | 監視取締部門                               | 愛知県名古屋市港区潮凪町1                                                                         | | 長野県、岐阜県、静岡県、愛知県、三重県 |
| 名古屋コンテナ検査センター | 名古屋コンテナ検査センター | 名古屋コンテナ検査センター                 | 愛知県海部郡飛島村西浜28                                                                          | |                                        |
|                            | 諏訪出張所                 | 諏訪出張所                                 | 長野県諏訪市大字中洲字起シ5336-2                                                                  | 長野県 |                                        |
|                            | 長野地区政令派出事務所     | 長野県長野市旭町1108 長野第1合同庁舎内     |                                                                                                   | 長野県 |                                        |
| 中部外郵出張所             | 中部外郵出張所             | 愛知県常滑市セントレア3丁目13-2            | 愛知県のうち 常滑市セントレア3丁目（国際郵便の業務を行う事業所内）                                | |                                        |
| 南部出張所                 | 南部出張所                 | 愛知県知多市緑町5                          | 愛知県のうち 常滑市 （中部空港税関支署及び中部外郵出張所の管轄に属する地域を除く） 東海市、知多市 | |                                        |
| 西部出張所                 | 西部出張所                 | 愛知県海部郡飛島村東浜2-15-4               | 愛知県のうち 弥富市、海部郡のうち飛島村並びにこれらの地先                                         | |                                        |
| 清水税関支署               | 清水税関支署               | 清水税関支署                               | 静岡県静岡市清水区日の出町9-1                                                                     | 静岡県 |                                        |
|                            | 興津出張所                 | 興津出張所                                 | 静岡県静岡市清水区興津清見寺町1375-30                                                             | 静岡県のうち 静岡市のうち国道1号線新興津橋から下流の興津川右岸 国道1号線 同線清水東名入口交差点と袖師泊地接水線を結ぶ静岡市道嶺神明線 同線延長線並びに海面に囲まれた地域 |                                        |
| 浜松出張所                 | 浜松出張所                 | 静岡県浜松市中央区流通元町5-1              | 静岡県のうち 浜松市、磐田市、袋井市、湖西市、周智郡                                               | |                                        |
| 沼津出張所                 | 沼津出張所                 | 静岡県沼津市市場町9-1                      | 静岡県のうち 沼津市、熱海市、三島市、伊東市、御殿場市、裾野市 伊豆市、伊豆の国市、田方郡、駿東郡  | |                                        |
| 田子の浦出張所             | 田子の浦出張所             | 静岡県富士市鈴川町1-2                      | 静岡県のうち 富士宮市、富士市                                                                     | |                                        |
| 焼津出張所                 | 焼津出張所                 | 静岡県焼津市中港2-7-21                     | 静岡県のうち 島田市（静岡空港を除く）、焼津市、藤枝市、榛原郡                                     | |                                        |
| 御前崎出張所               | 御前崎出張所               | 静岡県御前崎市港6170-2                     | 静岡県のうち 掛川市、御前崎市、菊川市、牧之原市（静岡空港を除く）                                 | |                                        |
| 静岡空港出張所             | 静岡空港出張所             | 静岡県牧之原市坂口3336番地4                | 静岡県のうち 島田市、牧之原市のうちの静岡空港                                                     | |                                        |
| 下田監視署                 | 下田監視署                 | 静岡県下田市西本郷2-5-33                   | 静岡県のうち 下田市、賀茂郡                                                                       | |                                        |
| 清水コンテナ検査センター   | 清水コンテナ検査センター   | 静岡県静岡市清水区興津清見寺町1375番地外   |                                                                                                   | |                                        |
| 豊橋税関支署               | 豊橋税関支署               | 豊橋税関支署                               | 愛知県豊橋市神野ふ頭町3-11                                                                        | 愛知県のうち 豊橋市、半田市、豊川市、碧南市、西尾市、蒲郡市、新城市 大府市、高浜市、田原市、知多郡、額田郡、北設楽郡                                                     |                                        |
|                            | 衣浦出張所                 | 衣浦出張所                                 | 愛知県半田市11号地2                                                                               | 愛知県のうち 半田市、碧南市、西尾市、大府市、高浜市、知多郡 |                                        |
| 蒲郡出張所                 | 蒲郡出張所                 | 愛知県蒲郡市浜町4                          | 愛知県のうち 蒲郡市、額田郡                                                                       | |                                        |
| 中部空港税関支署           | 中部空港税関支署           | 中部空港税関支署                           | 愛知県常滑市セントレア1丁目1番地                                                                  | 愛知県のうち 常滑市のうちセントレア1丁目からセントレア5丁目まで りんくう町1丁目からりんくう町3丁目まで                                                                   |                                        |
| 四日市税関支署             | 四日市税関支署             | 四日市税関支署                             | 三重県四日市市千歳町5-1                                                                           | 三重県 |                                        |
|                            | 津出張所                   | 津出張所                                   | 三重県津市丸之内26-8 津合同庁舎4階                                                                | 三重県のうち 津市、伊勢市、松阪市、鳥羽市、志摩市 多気郡、度会郡（玉城町、南伊勢町）                                                                                     |                                        |
| 尾鷲出張所                 | 尾鷲出張所                 | 三重県尾鷲市南陽町6-34 尾鷲地方合同庁舎2階 | 三重県のうち 尾鷲市、熊野市 度会郡（度会町、大紀町）、北牟婁郡、南牟婁郡                          | |                                        |
| 四日市コンテナ検査センター | 四日市コンテナ検査センター | 三重県四日市市霞2-5                        |                                                                                                   | |                                        |

### WEB
1. 1 2 3 4 5 6 7 8 9 10 11 12 13 14 15 16 17 18 19 20 21 22 23 24 25 26 27 28 29 30 31 32 33 34 35 36 37 38 39 40 41 42 43 44 45 46  “名古屋税関のあゆみ”.   財務省. 2018年11月25日閲覧。